# Francisco Javier Fernández
Francisco Javier ("Paquillo") Fernández Peláez (* 6. března 1977 Guadix, Andalusie) je španělský atlet, který se věnuje sportovní chůzi. V roce 2002 se stal v Mnichově mistrem Evropy v chůzi na 20 km. Titul o čtyři roky později obhájil na evropském šampionátu v Göteborgu.
V únoru roku 2010 se přiznal k držení zakázaných látek. Podle deníku Marca šlo o krevní doping EPO. Policii a sportovním orgánům oznámil, že doping však nepoužil. Do podezření se Fernández dostal v listopadu roku 2009, když v rámci antidopingové razie španělská policie prohledala jeho dům. Při razii bylo zatčeno dohromady 11 lidí, včetně hlavního podezřelého, peruánského lékaře Waltera Virúa. Dvouletý trest, který Fernández dostal vypršel 10. února 2012. Kvůli trestu se rovněž nemohl zúčastnit olympijských her v Londýně. Mezinárodní olympijský výbor neumožní účast nikomu, kdo si v olympijském cyklu odpykal kvůli porušení pravidel o dopingu delší než půlroční trest.